# Hohenleina
Hohenleina ist ein Ortsteil der Gemeinde Krostitz im sächsischen Landkreis Nordsachsen in Deutschland.

## Geografie
Hohenleina ist seit der Eingemeindung 1939 der südöstliche Siedlungsbereich des Hauptortes Krostitz zwischen den Städten Delitzsch und Eilenburg. Der Ortsteil liegt östlich der Bundesstraße 2 und wird vom Leinebach durchflossen, der früher südlich von Krostitz und westlich von Hohenleina noch naturbelassen war. Das Ostende der heutigen Bahnhofstraße war um 1874 noch unbebaut, womit eine Trennung der Siedlungen noch erkennbar war. In der Flur von Hohenleina liegt ein Teil der Ortswüstung Konsenz.

## Geschichte
Hohenleina gehörte bis 1815 zum kursächsischen Amt Eilenburg. Durch die Beschlüsse des Wiener Kongresses kam es zu Preußen und wurde 1816 dem Kreis Delitzsch im Regierungsbezirk Merseburg der Provinz Sachsen zugeteilt. Am 1. April 1939 erfolgte die Eingemeindung nach Krostitz.
Im Zuge der Kreisreform in der DDR von 1952 wurde Hohenleina als Ortsteil von Krostitz dem neu zugeschnittenen Kreis Delitzsch im Bezirk Leipzig zugeteilt, welcher 1994 im Landkreis Delitzsch und dieser wiederum im Jahr 2008 im Landkreis Nordsachsen aufging.

## Persönlichkeiten
- Johann Friedrich Baltzer jun. (1801–1885), Pfarrer